# Château de Ruat
Pour les articles homonymes, voir Ruat.
Le château de Ruat est un château situé sur la commune du Teich, en Gironde.

## Historique
À l'origine, le château du « Techys »  (actuellement orthographié Le Teich) fut un élément du système de défense du Bassin d'Arcachon, entre les châteaux de La Teste et de Certes, propriétés des captaux de Buch.
En 1300, Rufat 1er d'Artiguemal, en devenant vassal de Pierre-Amanieu de Bordeaux († 1300), captal de Buch, reçoit en échange de sa fidélité et d'un fer de lance en or, le petit fief composé du château du Techys et des terres aux alentours. Il donnera ainsi son nom, qui signifie aux cheveux rouges ou hérissés (du latin Rufatus dérivé de Rufus), au château Rufat ou Ru(h)at (le f donnant un h aspiré en gascon).
En 1425, le domaine fut transmis (par alliance) à la famille de Casteja, qui remania le château (bases actuelles datant du XVe siècle) séparant la défense de l'embouchure de l'Eyre située à 400 m plus au sud, en bordure des marais. Les Casteja restaient vassal du captal de Buch : seigneur au titre prestigieux, illustré au Moyen Âge par Jean III de Grailly fidèle à la couronne d'Angleterre et redoutable adversaire de Bertrand Duguesclin, et qui mourut en 1376. Au siècle suivant, le captal Jean de Foix-Candale, dut se rendre à la bataille de Castillon (1453), dernière bataille de la guerre de Cent Ans. Les biens des captaux de Buch furent alors confisqués par Charles VII.
Louis XI rendit leurs biens au captaux de Buch pour raison diplomatique. En 1468, de retour d'exil, Jean de Foix-Candale trouve sa seigneurie de Buch en grande partie dépeuplée et octroie une première baillette donnant propriété sur la Grande montagne à qui s'engage à l'exploiter tout en y conservant un droit d'usage pour lui et les habitants de La Teste, Gujan et Cazaux. En 1500, le captalat de Buch subit une division successorale avec la création du captalat de Certes intégrant Le Teich.
En 1628, Jean Castaing dit le « Broy » (le Joli), marchand de la Teste, acheta le domaine de Ruat après avoir acheté la baronnie d'Audenge en 1620 . Sa fille Jeanne épousa Pierre Damanieu, capitaine du château de Certes. Son fils Pierre II qui lui succéda devint « Capitaine Commandant pour le Roi au Captalat de Buch et Pays circonvoisins ». Ce dernier se distingua notamment au cours de la Fronde où il délivra le château de La Teste, mais dû bombarder le château de Certes propriété du marquis de Civrac, et dont il était capitaine, afin de venir à bout des insurgés. En remerciement, il fut anobli par le roi en 1654 et pris le nom d'Amanieu de Ruat, mais fut assassiné en 1675 par le fils du sieur marquis de Civrac et autres gens ou domestiques de sa maison.
En 1713, Jean-Baptiste Amanieu de Ruat, baron d'Audenge, conseiller au Parlement de Bordeaux, acheta le captalat de Buch à son dernier titulaire. En conflit constant avec le seigneur de Certes, il finit par convenir un accord de remembrement (1730) abandonnant notamment sa baronnie d'Audenge et récupérant la paroisse du Teich, l'Eyre devenant la limite naturelle de leur territoire respectif. Jean-Baptiste Amanieu de Ruat fut enterré dans la chapelle de Ruat en l'église du Teich en 1739 aux côtés de son père, ses deux femmes et deux de ses enfants.
Précurseurs de Brémontier et de Chambrelent, les Amanieu de Ruat, captaux de Buch, luttèrent contre les sables mobiles en faisant semer des pins sur la côte océane. Ils firent notamment drainer et planter la lande du Teich par la Compagnie Nézer.
La Révolution leur laissa le domaine de Ruat ainsi que leur droit dans la forêt usagère. À sa sortie de prison, François Amanieu de Ruat, dernier captal, privé de ses revenus, trouve son domaine en grande partie détruit. Son gendre Charles de Labat, baron de Lauzac (et maire du Teich), met le domaine en vente.

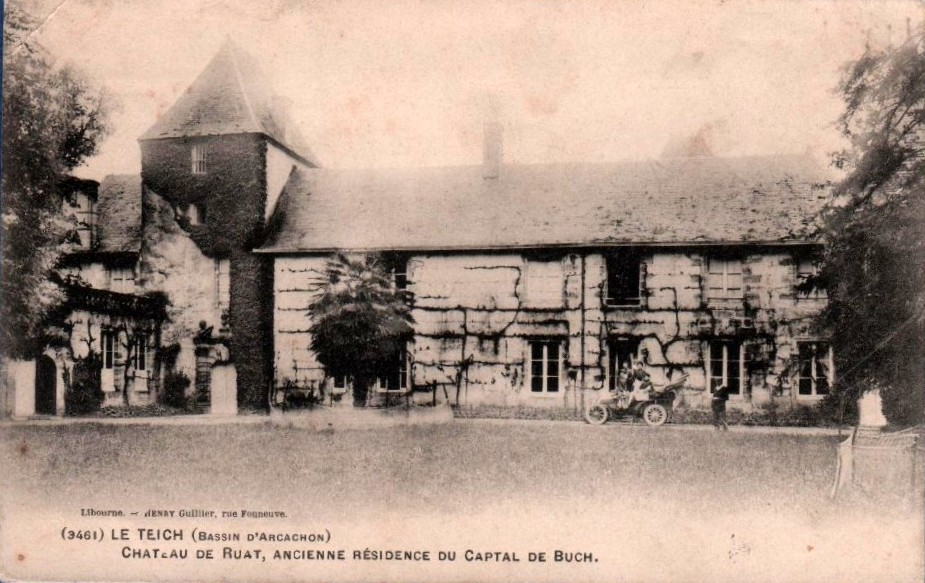
Carte postale du château de Ruat.

En 1846, le château fut acheté par Adrien Festugière, maître de forges, qui en fit remanier une partie en 1847 (son aspect actuel). Sa fille Marie, dame d'honneur de la princesse Mathilde, épousa le futur général Charles Espinasse, aide de camp et ministre de l'intérieur de l'empereur Napoléon III. Il participe avec Mac Mahon aux guerres de Crimée, d'Algérie et enfin d'Italie où il périt à la victoire de Magenta, en 1859, à la tête de sa division, à 44 ans.
Son fils Jules fut alors élevé avec le prince impérial, qui continuait à venir à Ruat avec sa mère l'impératrice Eugénie. Le général Espinasse fit construire la gare de Lamothe sur ses terres pour accueillir l'Empereur (1re étape de la ligne ferroviaire Bordeaux-Arcachon). L’empereur s'inspira de l'œuvre des Amanieu de Ruat[réf. nécessaire] en ordonnant en 1857, l'ensemencement du plateau landais de la forêt des Landes qui est dans son ensemble la plus vaste forêt artificielle d'Europe. La grille principale du château est restée fermée en son honneur. 
Le domaine de Ruat est resté dans la famille du général Espinasse avec les Fontenilliat puis en la personne, actuellement[Quand ?], de Pierre-Eric Villien de Gabiole. Ce propriétaire conserve le cadre et les reliques du passé des captaux de Buch et de leurs successeurs et effectue depuis le début des années 2000 d'importants travaux de rénovation du château et de ses dépendances.
Les façades et toitures du château, à l'exclusion de la tour ronde à mâchicoulis, font l’objet d’une inscription au titre des monuments historiques depuis le 11 novembre 1970.